# گربه‌ماهی خاردار کوتوله
گربه‌ماهی خاردار کوتوله (نام علمی: Scoloplax) نام یک سرده از راسته گربه‌ماهی‌سانان است.